# Kolárovice
Kolárovice este o comună slovacă, aflată în districtul Bytča din regiunea Žilina. Localitatea se află la altitudinea de 390 m deasupra n.m., se întinde pe o suprafață de 27,539 km2 și în 2017 număra 1.815 locuitori. Se învecinează cu comuna Petrovice.

## Istoric
Localitatea Kolárovice este atestată documentar din 1312.

## Demografie
| An:                | 1994 | 2004   | 2014   | 2024   |
| ------------------ | ---- | ------ | ------ | ------ |
| Număr de persoane: | 1960 | 1890   | 1825   | 1786   |
| Diferență:         |      | −3,57% | −3,43% | −2,13% |

| An:                | 2023 | 2024   |
| ------------------ | ---- | ------ |
| Număr de persoane: | 1793 | 1786   |
| Diferență:         |      | −0,39% |